# Physalis coztomatl
Physalis coztomatl är en potatisväxtart som beskrevs av José Mariano Mociño, Amp; Sesse och Michel Félix Dunal. Physalis coztomatl ingår i släktet lyktörter, och familjen potatisväxter. Inga underarter finns listade i Catalogue of Life.

## Bildgalleri

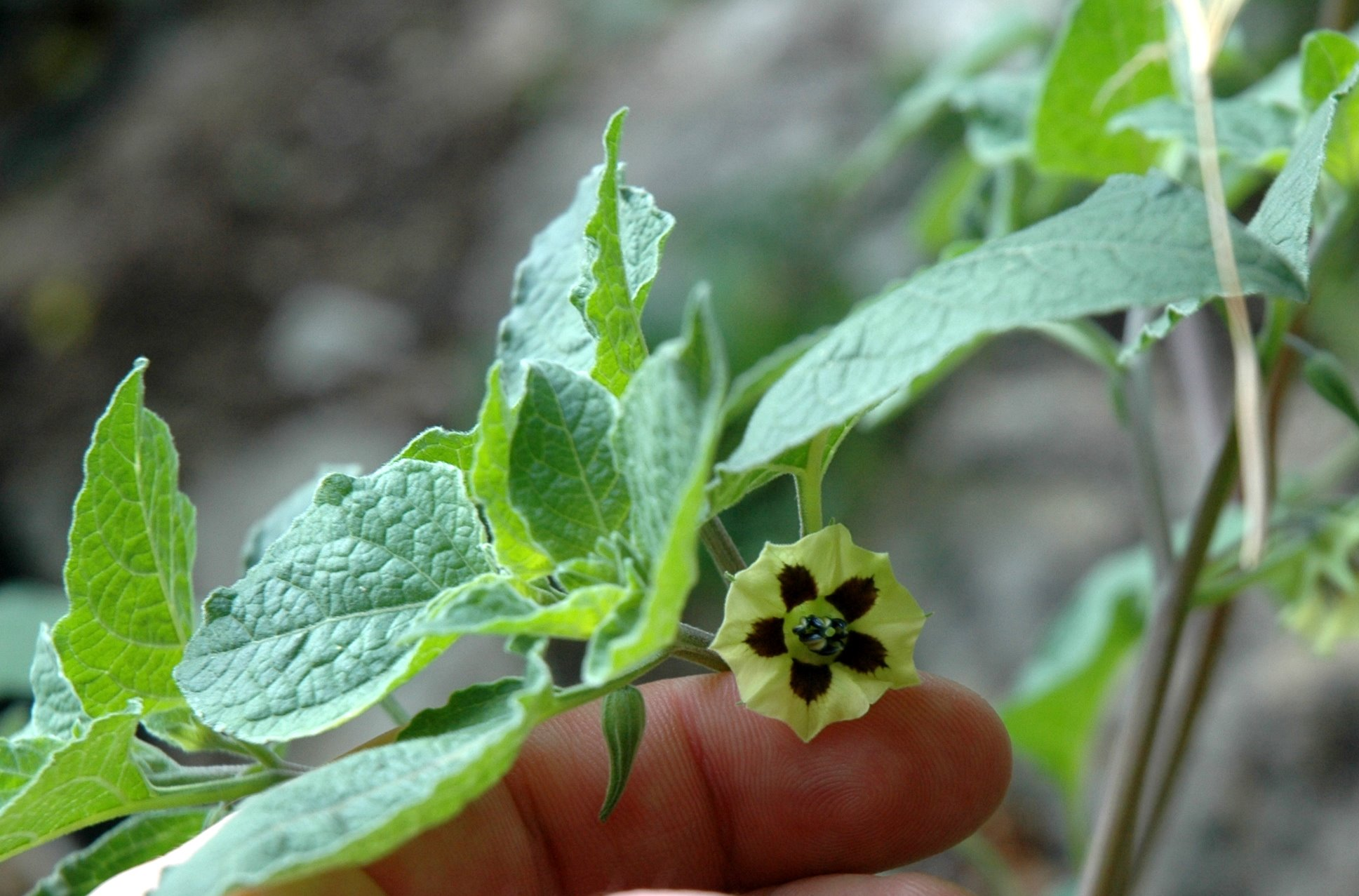